# Liga Continental de Hockey
La Liga Continental de Hockey (en ruso: Континентальная хоккейная лига, Kontinentalnaia hokkeinaia liga, КХЛ, KHL) es un campeonato profesional de hockey sobre hielo, conformado por equipos de Rusia, Bielorrusia, Kazajistán y China. A la KHL se le considera la sucesora de los anteriores campeonatos rusos de hockey como la Superliga de Rusia (disputada entre 1999 y 2008), la Liga Internacional de Hockey (entre 1992 y 1996) y el prestigioso Campeonato Soviético de Hockey de la entonces Unión Soviética (entre 1946 y 1992). En los años siguientes a la conformación del torneo ruso se fueron sumando equipos de países cercanos, atraídos por el alto nivel de competencia que ofrece la liga y la calidad de sus jugadores. Es considerada de lejos la liga más fuerte de Europa y la segunda a nivel mundial tras la NHL de América del Norte.
La Copa Gagarin es el trofeo se otorga anualmente al campeón de la liga tras superar las fases regular y de play-offs, finalizando así cada temporada. El título de Campeón de Rusia se otorga al equipo ruso mejor clasificado. El número de participantes en las temporadas de la KHL ha variado y se puede ampliar en posteriores temporadas, posterior al cumplimiento de ciertos requisitos exigidos por la KHL.
Los jugadores de la KHL son en su gran mayoría de Rusia; no obstante, hay gran diversidad de jugadores de otras nacionalidades como Finlandia, Kazajistán, Letonia y Bielorrusia, compitiendo con los equipos de estos países que participan del torneo aunque Finlandia, al ser potencia de este deporte, también tiene jugadores en equipos rusos. También se destacan jugadores de Suecia, República Checa, Eslovaquia, Estados Unidos y Canadá, de los dos últimos una buena parte provienen de la NHL.

## Historia
El campeonato KHL se formó el año 2008 con la intención de sustituir al anterior campeonato, la Superliga de Rusia. La nueva liga contó en su primera temporada, la 2008-09, con los 20 equipos que formaron la Superliga, sumados al Jímik Voskresensk. Además otros tres equipos extranjeros se apuntaron para participar: el Dinamo Minsk de Bielorrusia, el Dinamo Riga de Letonia, y el Barys Astana de Kazajistán.
La intención del campeonato es subir el nivel del hockey europeo en general y el ruso en particular, intentando mejorar una liga considerada como la segunda mejor después de la NHL, e incluso competir directamente con los norteamericanos. Para ello, los equipos han realizado fuertes inversiones en jugadores de la National Hockey League, lo cual motivó una disputa entre las dos ligas que se solucionó con la firma de acuerdos sobre fichajes y drafts.
Aunque la KHL formalizó invitaciones a equipos como el Frölunda HC y Färjestads BK de Suecia, el Oulun Kärpät de Finlandia, el Sokil Kiev de Ucrania y el EC Red Bull Salzburgo de Austria entre otros, el campeonato se focalizó en el territorio de la antigua Unión Soviética.
En 2011 se creó una nueva franquicia para Eslovaquia, el Lev Poprad, que jugó una temporada. Luego tomó su lugar el Lev Praha de la República Checa, que disputó las temporadas 2012/13 y 2013/14. El HC Donbass de Ucrania también disputó las temporada 2012/13 y 2013/14 de la KHL, tras lo cual se retiró debido a la guerra en el este de Ucrania. El KHL Medveščak Zagreb de Croacia participço en la KHL en la temporada 2013/14. En 2014 se incorporó el Jokerit de Finlandia, el equipo de hockey más popular del país, manteniéndose en la KHL hasta la fecha.

## Equipos participantes 2021-22
Las divisiones están configuradas sobre la base de la cercanía de las poblaciones entre sí. 

## Desarrollo del campeonato
Existen dos fases, una temporada regular y playoffs. La temporada comienza a principios de septiembre y termina a finales de febrero, mientras que los playoff se desarrollan durante el mes de marzo y abril.
En temporada regular los 28 equipos se reparten en grupos de 7. Cada equipo juega cincuenta y seis partidos: cuatro contra equipos de su propia división y los dos restantes contra cualquiera de los otros equipos. Los dieciséis primeros irán a los playoff y para ubicar los partidos se hace sobre la base de su posición en un ranking relativo, siendo los líderes de grupo los primeros.
En playoff las dos primeras rondas son al mejor de cinco partidos, y las dos últimas son al mejor de siete partidos. Después de cada ronda, el mejor situado en la tabla jugará siempre contra el peor colocado. El campeón de los playoff se lleva la Copa Gagarin.

## Palmarés
- 2009: Ak Bars de Kazán
- 2010: Ak Bars de Kazán
- 2011: Salavat Yulaev Ufa
- 2012: HC Dynamo Moscú
- 2013: HC Dynamo Moscú
- 2014: Metallurg Magnitogorsk
- 2015: SKA San Petersburgo
- 2016: Metallurg Magnitogorsk
- 2017: SKA San Petersburgo
- 2018: Ak Bars de Kazán
- 2019: CSKA Moscú
- 2020: Cancelada por pandemia de Covid-19

### Resumen de temporadas
| Temporada | Campeón Copa Gagarin                        | Marcador                                    | Finalista Copa Gagarin                      | Campeón Copa Continental                    | Máximo anotador                             |
| --------- | ------------------------------------------- | ------------------------------------------- | ------------------------------------------- | ------------------------------------------- | ------------------------------------------- |
| 2008–09   | Ak Bars de Kazán                            | 4–3                                         | Lokomotiv Yaroslavl                         | Salavat Yulaev Ufa* (129 puntos)            | Sergei Mozyakin (76 puntos: 34 G, 42 A)     |
| 2009–10   | Ak Bars de Kazán                            | 4–3                                         | HC MVD                                      | Salavat Yulaev Ufa (129 puntos)             | Sergei Mozyakin (66 puntos: 27 G, 39 A)     |
| 2010–11   | Salavat Yulaev Ufa                          | 4–1                                         | Atlant Moscú Oblast                         | Avangard Omsk (118 puntos)                  | Alexander Radulov (80 puntos: 20 G, 60 A)   |
| 2011–12   | Dynamo Moscú                                | 4–3                                         | Avangard Omsk                               | Traktor Chelyabinsk (114 puntos)            | Alexander Radulov (63 puntos: 25 G, 38 A)   |
| 2012–13   | Dynamo Moscú                                | 4–2                                         | Traktor Chelyabinsk                         | SKA Saint Petersburg (115 puntos)           | Sergei Mozyakin (76 puntos: 35 G, 41 A)     |
| 2013–14   | Metallurg Magnitogorsk                      | 4–3                                         | HC Lev Praha                                | Dynamo Moscú (115 puntos)                   | Sergei Mozyakin (73 puntos: 34 G, 39 A)     |
| 2014–15   | SKA San Petersburgo                         | 4–1                                         | Ak Bars de Kazán                            | CSKA Moscú (139 puntos)                     | Alexander Radulov (71 puntos: 24 G, 47 A)   |
| 2015–16   | Metallurg Magnitogorsk                      | 4–3                                         | CSKA Moscú                                  | CSKA Moscú (127 puntos)                     | Sergei Mozyakin (67 puntos: 32 G, 35 A)     |
| 2016–17   | SKA San Petersburgo                         | 4–1                                         | Metallurg Magnitogorsk                      | CSKA Moscú (137 puntos)                     | Sergei Mozyakin (85 puntos: 48 G, 37 A)     |
| 2017–18   | Ak Bars de Kazán                            | 4–1                                         | CSKA Moscú                                  | SKA Saint Petersburg (138 puntos)           | Ilya Kovalchuk (63 puntos: 31 G, 32 A)      |
| 2018–19   | CSKA Moscú                                  | 4–0                                         | Avangard Omsk                               | CSKA Moscú (106 puntos)                     | Nikita Gusev (82 puntos: 17 G, 65 A)        |
| 2019–20   | Cancelada por pandemia de COVID-19 en Rusia | Cancelada por pandemia de COVID-19 en Rusia | Cancelada por pandemia de COVID-19 en Rusia | Cancelada por pandemia de COVID-19 en Rusia | Cancelada por pandemia de COVID-19 en Rusia |
| 2020-21   | Avangard Omsk                               | 4-2                                         | CSKA Moscú                                  | CSKA Moscú (91 puntos)                      | Vadim Shipachyov (67 puntos; 24 G, 43 A)    |
| 2021-22   | CSKA Moscú                                  | 4-3                                         | Metallurg Magnitogorsk                      | Metallurg Magnitogorsk (.741)               | Vadim Shipachyov (67 puntos; 24 G, 43 A)    |
| 2022-23   | CSKA Moscú                                  | 4-3                                         | Ak Bars de Kazán                            | SKA San Petersburgo (105 puntos)            |                                             |